# Costică Silion

Generalul Costică Silion.

Costică Silion (n. 29 septembrie 1955, comuna Pechea, județul Galați) este un general cu 4 stele român, care a ocupat funcția de inspector general al Jandarmeriei Române (martie 2005 - octombrie 2009).
După 1980 a fost cadru superior in Securitate, însărcinat cu paza lui Ceaușescu.

## Biografie
Costică Silion s-a născut la data de 29 septembrie 1955, în comuna Pechea (județul Galați). A absolvit Școala de ofițeri activi a Ministerului de Interne (1975–1978), Facultatea de Drept (în 1983) și apoi Academia de Înalte Studii Militare, specialitatea „Arme Întrunite” (în 1987).
După absolvirea Școlii de ofițeri, începând din anul 1978 a lucrat ca ofițer cu funcție de comandă și de execuție în cadrul Inspectoratului General de Miliție. După Revoluția din decembrie 1989, devine adjunct al comandantului Brigăzii de Asigurare a Ordinii și Liniștii Publice din cadrul Direcției Generale de Poliție a Municipiului București (1990-1998) și apoi prim-locțiitor al șefului de stat major al Serviciului de Protecție și Pază (SPP) (1998-1999).
În paralel cu activitatea de ofițer al Ministerului de Interne, Costică Silion urmează un curs de specializare în protecție și intervenție antiteroristă la Poliția Națională Franceză (1992), un curs postuniversitar în specialitatea Științe Penale la Universitatea București (1991-1992), un curs de management polițienesc la Universitatea Louisville din Kentucky, S.U.A (1995) și Colegiul Național de Apărare (promoția 2000). În aprilie 2003, obține titlul științific de doctor în științe militare.
La data de 1 decembrie 1999, colonelul Costică Silion este înaintat la gradul de general de brigadă (cu o stea). Începând din anul 1999, deține funcții de conducere în cadrul Jandarmeriei Române: prim-locțiitor al comandantului și șef de stat major (1999-2001), comandant al Brigăzii Speciale de Intervenție (2001-2002) și șef al Direcției Pază Obiective, Bunuri, Valori și Transporturi Speciale (2002-2005).
La data de 1 martie 2005, generalul Costică Silion este numit în funcția de Inspector General al Jandarmeriei Române. În această perioadă a fost înaintat la gradele de general-maior (cu 2 stele) la 29 noiembrie 2005 , general-locotenent (cu 3 stele) la 10 decembrie 2007 și general (cu 4 stele) la 1 decembrie 2008 .
Costică Silion este căsătorit și are doi copii.

## Decorații
"Pentru înaltul profesionalism și spiritul umanitar dovedite în misiunile executate pentru salvarea și ajutorarea populației sinistrate din județele afectate de inundațiile din anul 2005" și având în vedere propunerea ministrului administrației și internelor, președintele României, Traian Băsescu, i-a conferit generalului Silion Ordinul Național "Serviciul Credincios" în grad de Comandor, cu însemn pentru militari.

## Controverse
Numele generalului Silion este vehiculat într-o serie de dosare în care a fost cercetat pentru infracțiuni conexe celor de corupție (fals în declarația de avere și abuz în serviciu). El a apelat la unul dintre subordonți: colonelul (r) Nicolae Lecu, fostul comandant al UM 0260 București, care i-ar fi ridicat generalului Silion un gard de cărămidă pe o proprietate din județul Ilfov, folosind militari în termen și materiale de construcție de la Jandarmerie. Procurorii au decis neînceperea urmăririi penale la adresa lui Silion, care ar fi explicat în decursul audierii că a fost mințit în permanență de subordonatul său, care l-a convins că i-a ridicat gardul cu angajați ai unei firme de construcții.